# Бульвар Військово-морських сил
Бульвар Військово-морських сил (раніше — Комсомольський бульвар, до 5 квітня 2009 — Бульвар Мистецтв, до 26 липня 2024 — Бульвар Жванецького) — вулиця в Одесі. Один із п'яти бульварів міста. Починається перетином із вулицею Гоголя, в районі так званого куточка «Старої Одеси», і закінчується пішохідним пасажем на Софіївську вулицю за Палацом Потоцьких.

## Історія

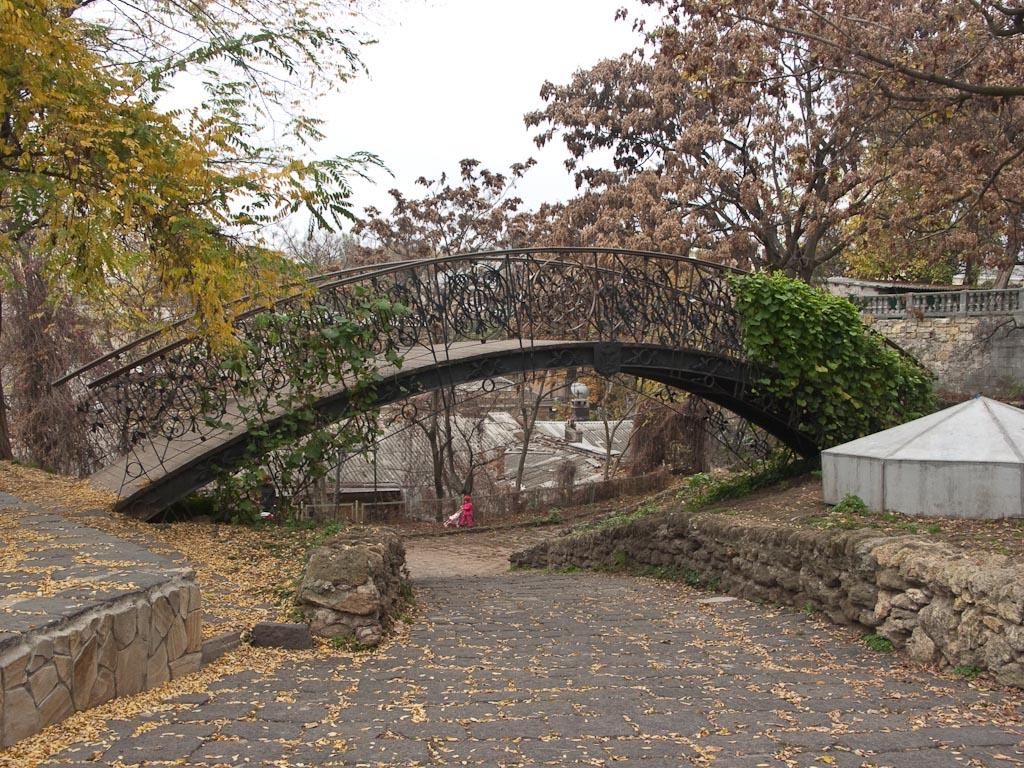
Куточок "Старої Одеси"

Бульвар як окрему вулицю було затверджено після спорудження Тещиного мосту, який сполучав вулицю Гоголя із Приморським бульваром. Відповідно і міст, і новий бульвар дістали спільну назву — Комсомольський. 20 жовтня 1990 року пройшла перша хвиля декомунізації назв, коли було ліквідовано одразу і Комсомольську вулицю, і бульвар, який отримав нову назву — бульвар Мистецтв. До 5 квітня 2009 року бульвар мав назву Бульвар Мистецтв, оскільки тут розташовується виставковий зал Одеського відділення Спілки художників. Рішення перейменувати бульвар було ухвалено на честь 75-річчя Почесного громадянина Одеси — письменника Михайла Жванецького. Вже й 2020 році, мер Одеси Геннадій Труханов запропонував повернути бульвару назву бульвару Мистецтв, однак ця ідею не була підтримана. 26 липня 2024 року бульвар Жванецького перейменували на бульвар Військово-морських сил.

## Забудова і пам'ятки

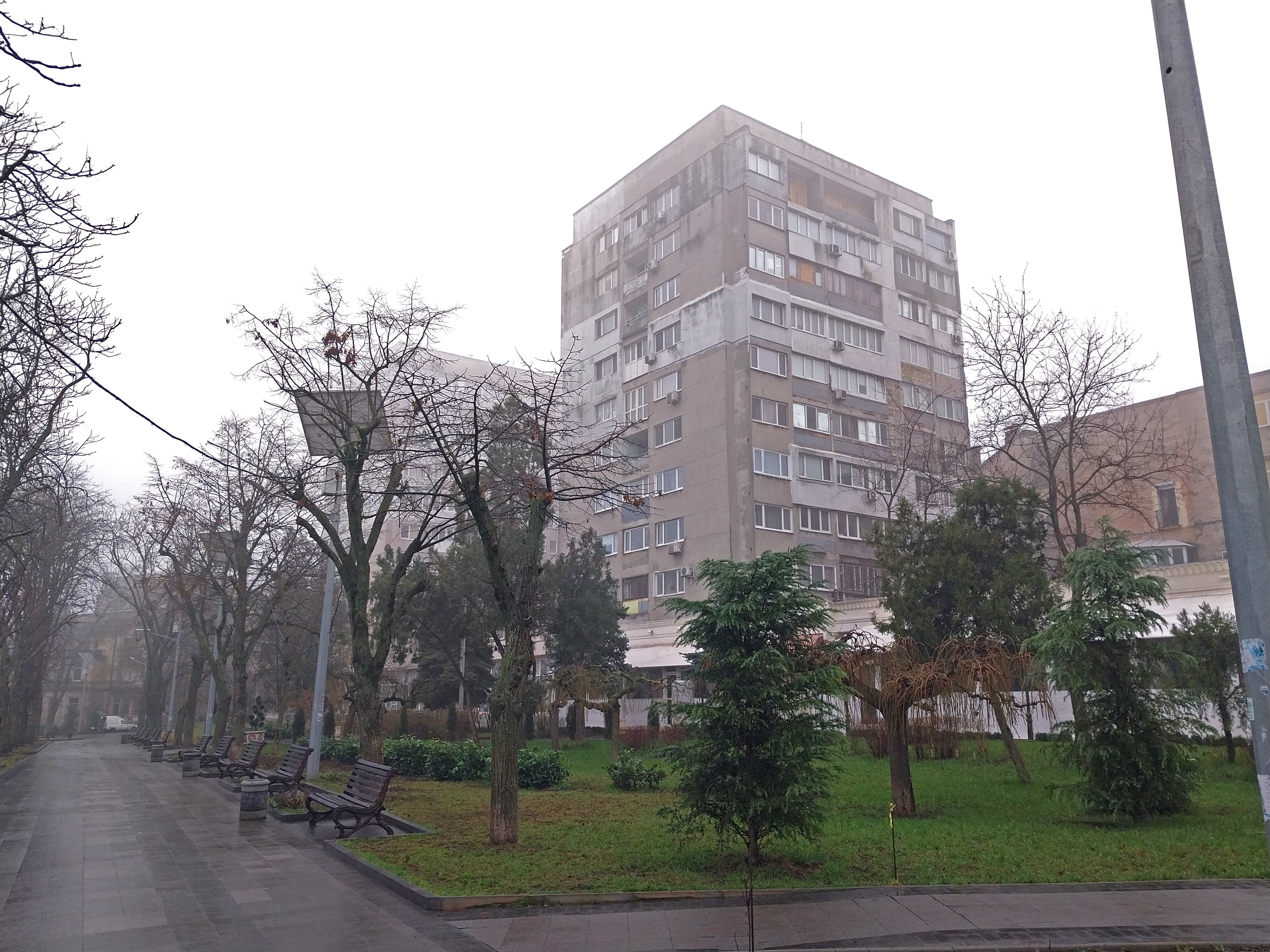
«Капітанські будинки»

Цікавою особливістю бульвару є те, що жоден будинок на цьому не має адресу за цією вулицею. Бульвар починаються з так званого куточку «Старої Одеси», на початку вулиці Гоголя, біля Тещиного мосту. Тут же, на початку вулиці, розташований Палац Бжозовського. На розі із вулицею вул. Преображенською знаходиться інша пам'ятка — Будинок, у якому жив герой Шипки, генерал Ф. Ф. Радецький (вул. Преображенська, 2).
Своєрідною візитівкою бульвари стали так звані «Капітанські будинки» — три десятиповерхові башти, зведені у 1972 році для співробітників ЧМП. Зведення будинків розпочалося у 1968 році, а архітектором виступив відомий одеський архітектор Генріх Топуз, у співавторстві із Леонідом Медяновим. Будинки мають адресу за вулицею Торговою (будинки № 1, 1а і 1б), займають весь квартал бульвару від вул. Преображенської до Торгової і не відрізняються архітектурною оригінальністю, випадаючи із загального контексту історичного району. Три будинки були оздоблені радянськими гаслами «Ленін», «Партія» і «Народ» і псували вигляд на місто з моря.
Серед пам'ятників відомим є монумент апельсину — сучасний артоб'єкт міста Одеси, що відсилає до призабутих і анекдотичних подій в історії міста. Біля виставкового залу Одеського відділення Спілки художників розташовано пам'ятник конструктору Олександру Нудельману.
Останньою пам'яткою бульварі є Палац Потоцьких, який виходить на вулицю тильним боком.

## Галерея

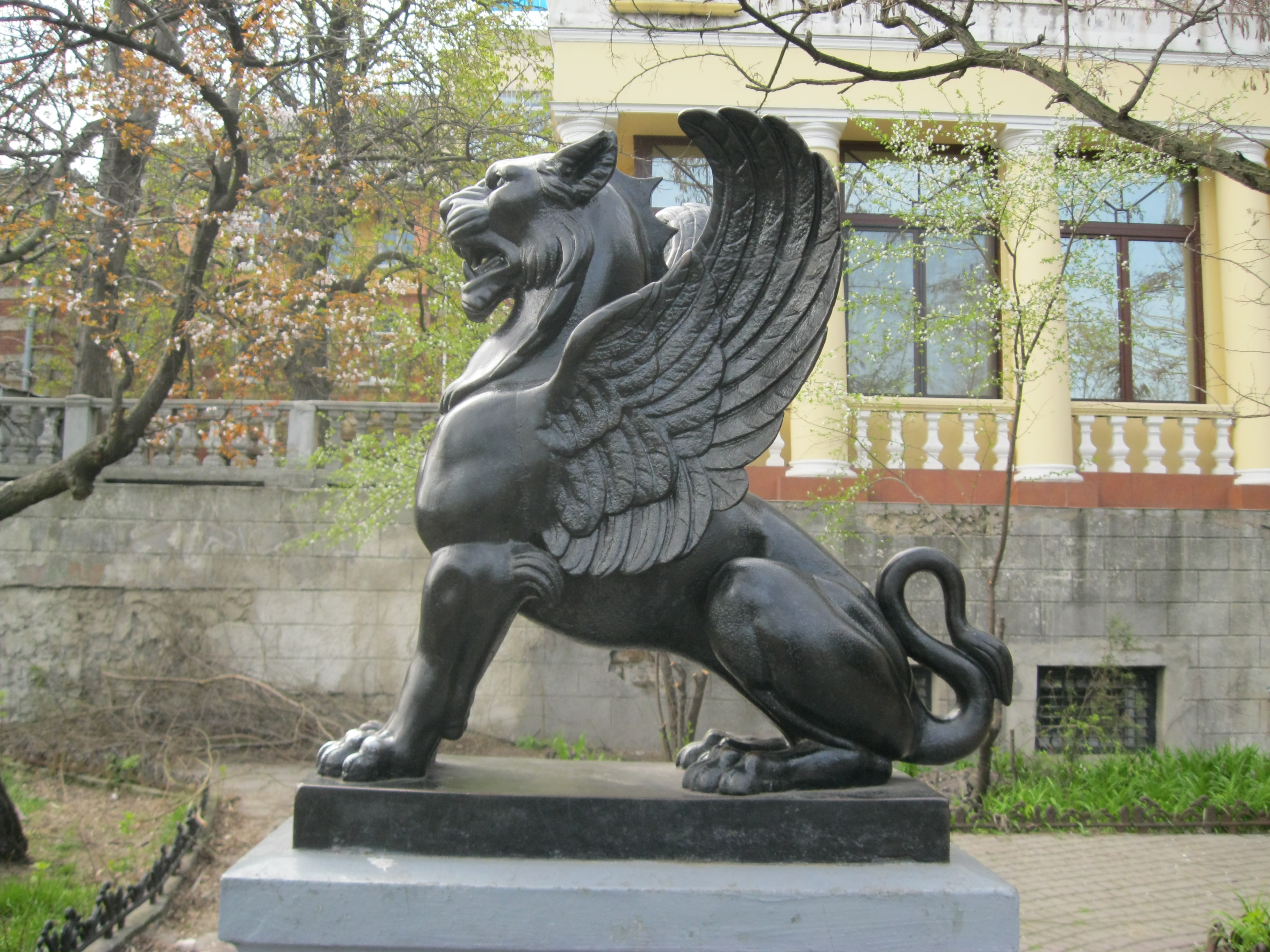
Статуя Грифону в куточку "Старої Одеси"
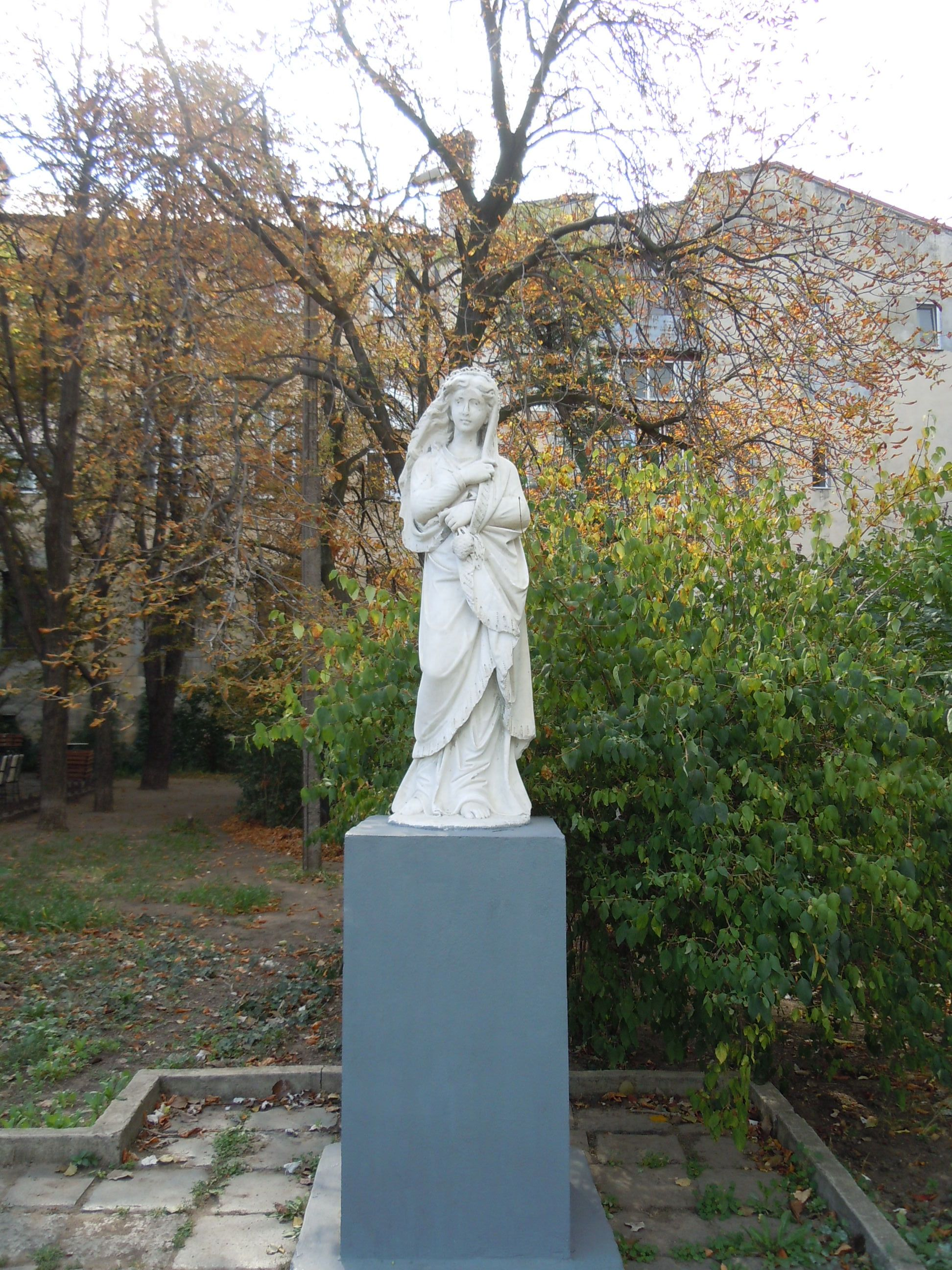
Статуя Скорботної жінки в куточку "Старої Одеси"
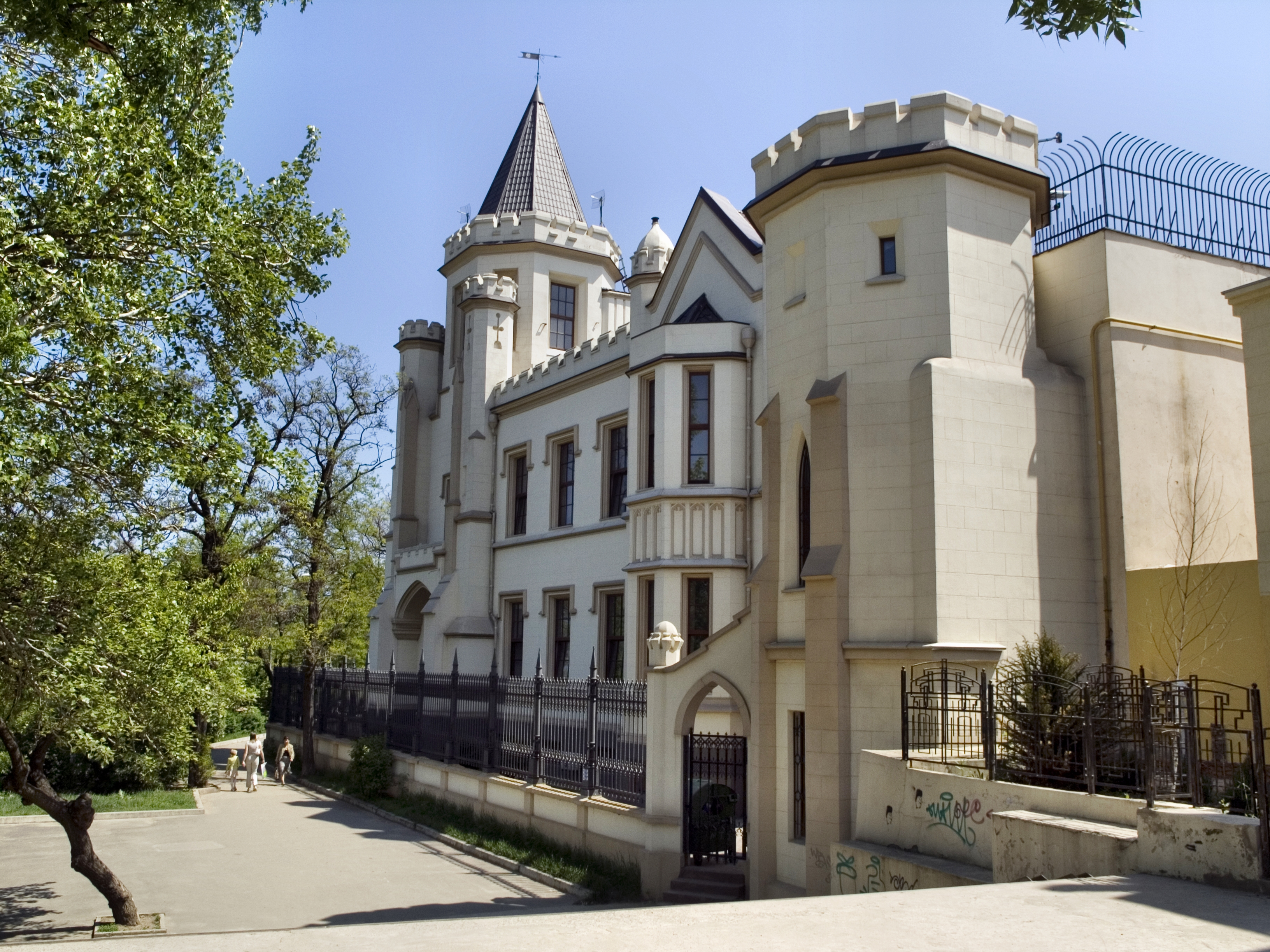
Палац Бжозовського - вигляд з боку бульвару
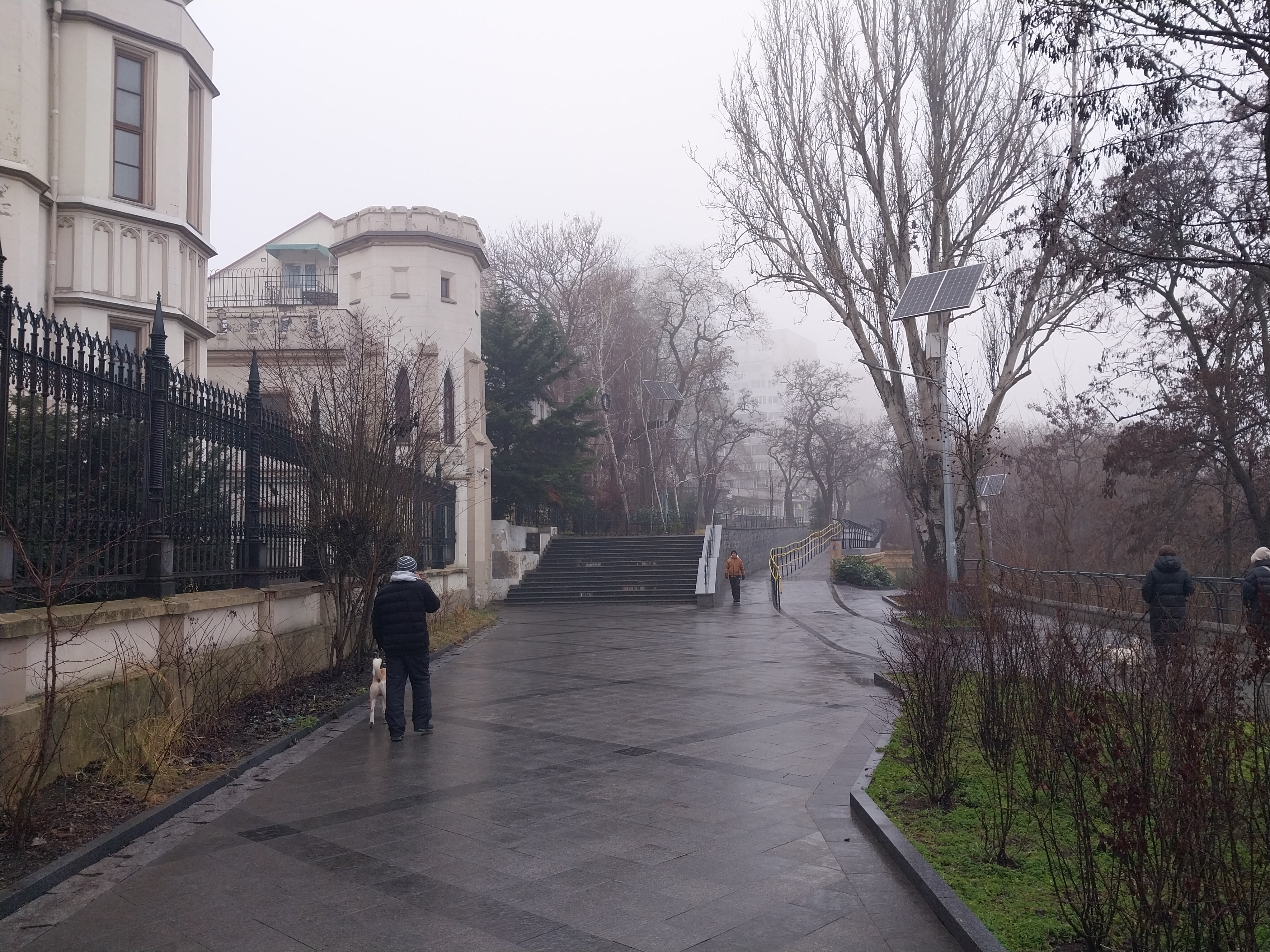
Початок бульвару
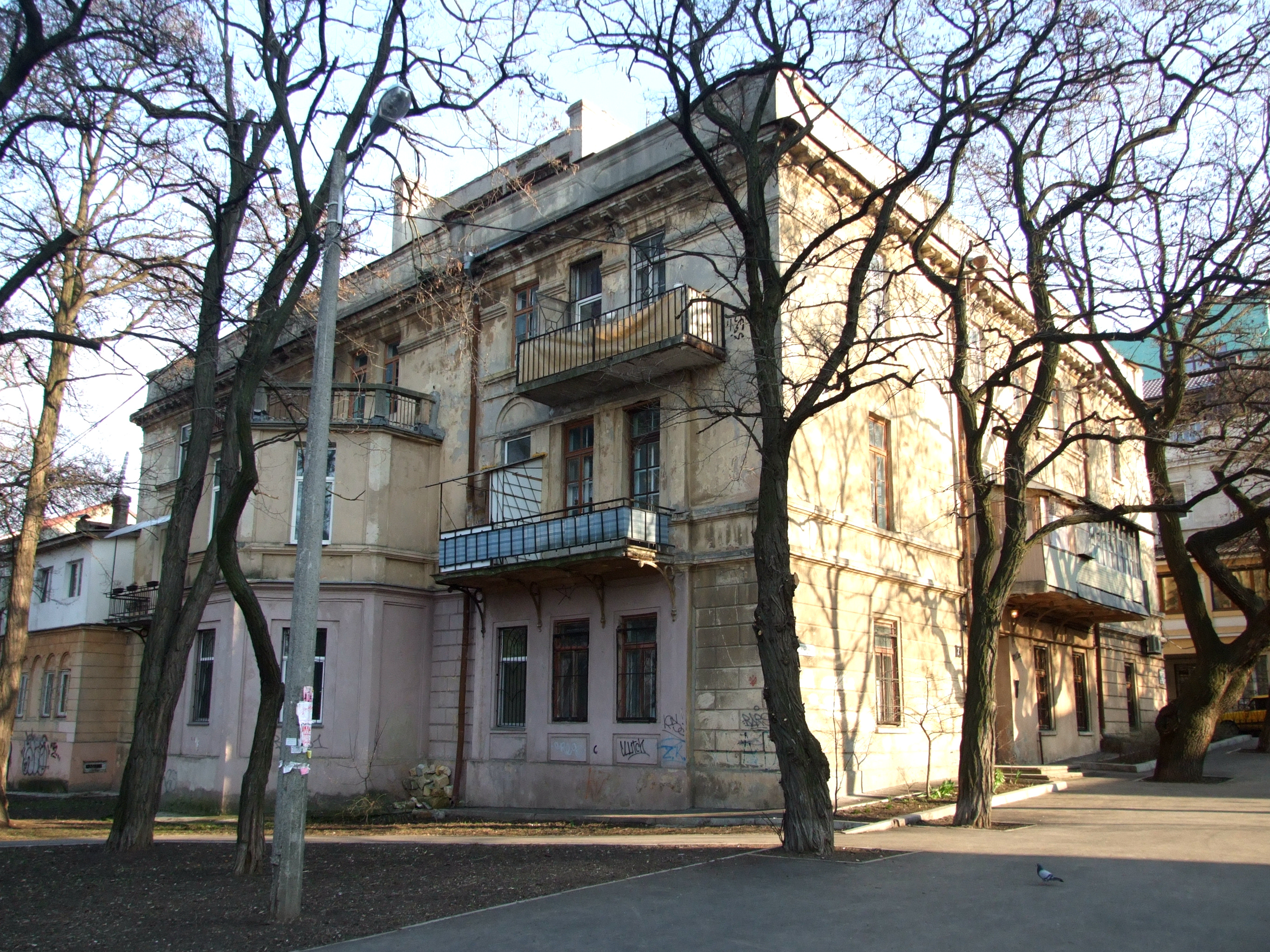
Будинок, у якому жив герой Шипки, генерал Ф. Ф. Радецький (вул. Преображенська, 2)
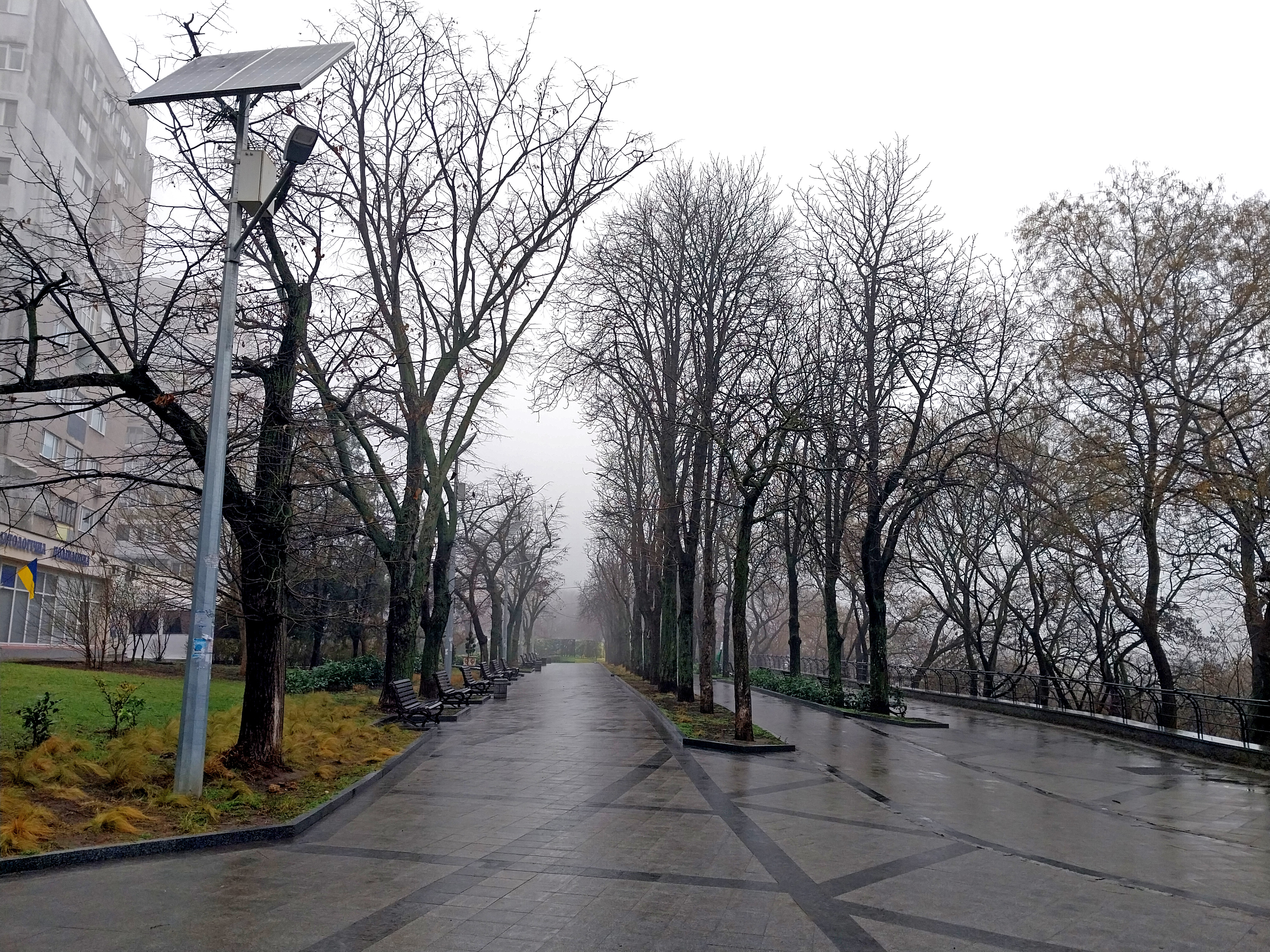
Алеї в центральній частині бульвару
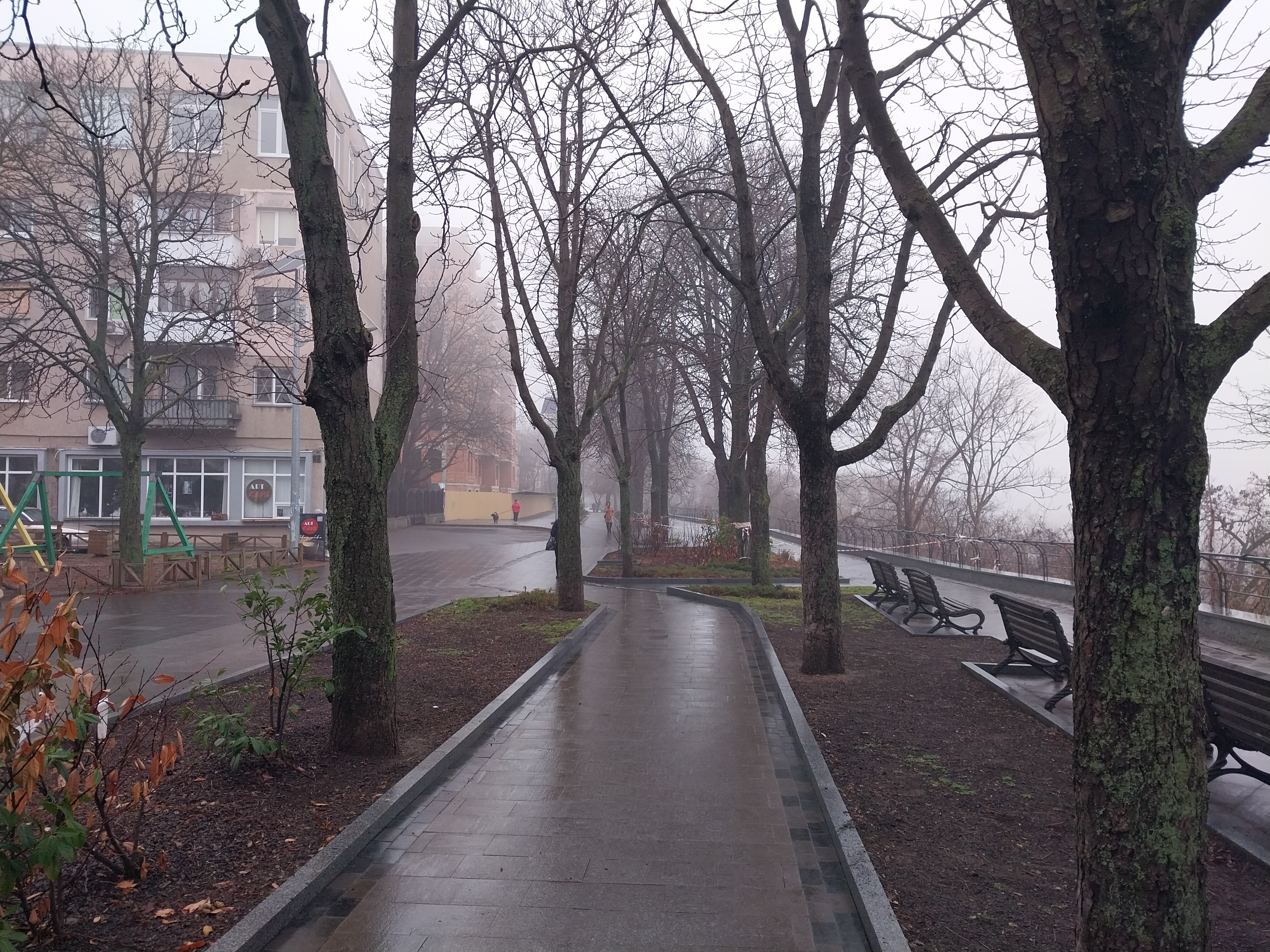
Алеї бульвару біля Картинної галереї
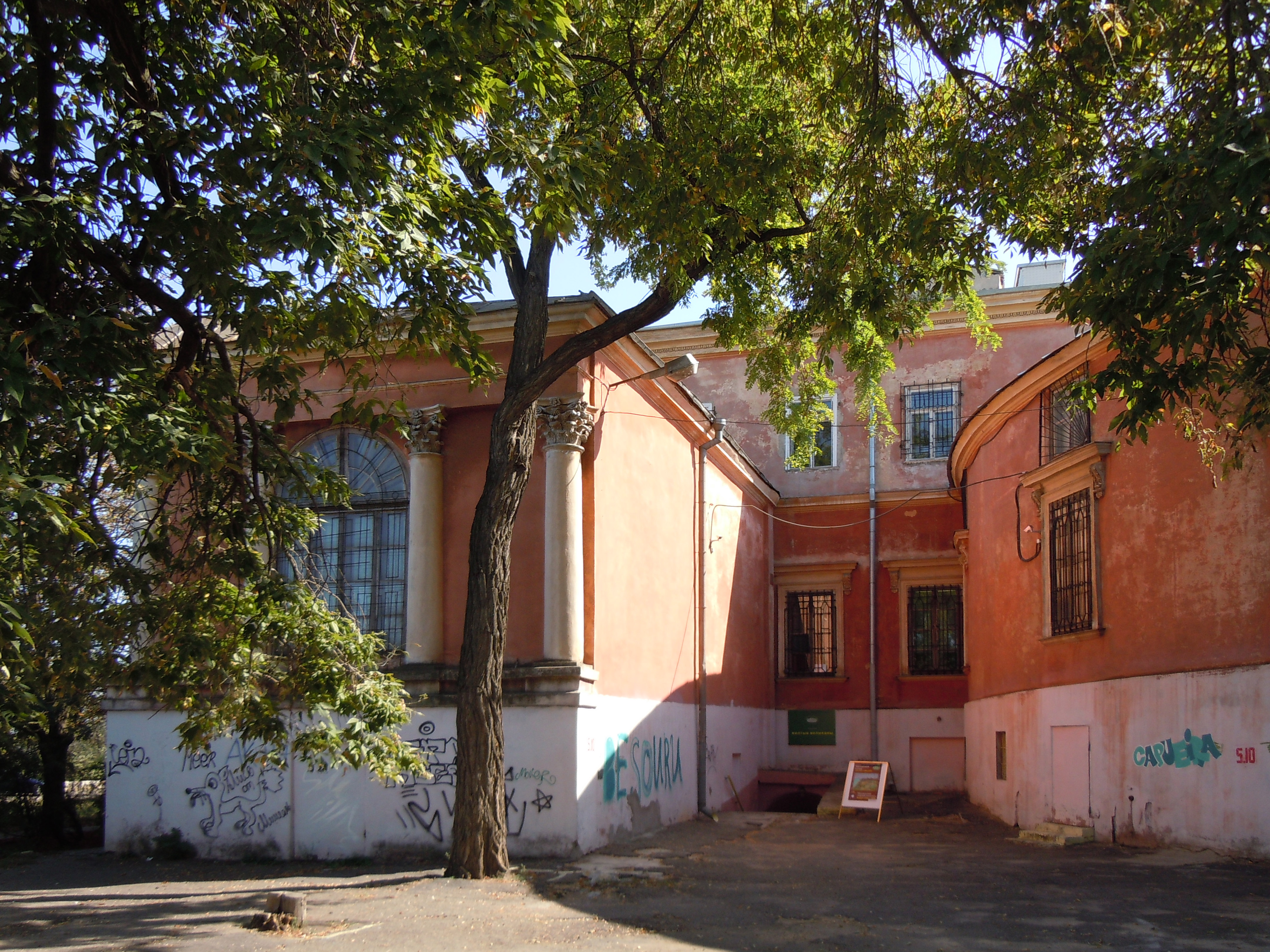
Тильний бік Палацу Потоцьких (з боку бульвару)